# Ticala
Ticala su jedan ili dva para člankovitih, pokretnih izdanaka na prednjem dijelu glave člankonožaca. Služe kao osjetila mirisa, opipa, a kod nekih i sluha. Različita su oblika: četinjasta, listasta, glavičasta, pilasta, perasta, kijačasta, češljasta i nitasta. U mužjaka su često bolje razvijena, kao npr. u leptira, koji u doba parenja nalaze ženku po mirisu i na velikim udaljenostima (i do 11 km). Ticala su zapravo preobražene noge, koje su se nalazile na prvom, ili na prvom i drugom kolutiću tijela.

### Ticala u rakova
Na glavi rakova najčešće se ističu dva para ticala. Prva ticala (antenule) imaju na stručku jedan ili dva biča koji su često sastavljeni od mnogo članaka. Najčešće služe kao osjetni organi za primanje opipnih i mirisnih podražaja. Druga ticala (antene), najčešće su građena u obliku rašljaste nožice pa služe za veslanje.

### Ticala u kukaca
Ticala kukaca su složena od 2-40 članaka, jednake ili različite duljine i pomična. Na njima su smještena važna osjetila, a posebno su osjetljiva na kemijske podražaje. Obično se drže s gornje strane glave, na čelu ispred ili između očiju, s vanjske strane očiju, rijetko iza njih kao kod npr. buha. Ticalima se neki kukci npr. mravi sporazumijevaju.